# Edmund Wallace Hildick
Pour les articles homonymes, voir Hildick.
Edmund Wallace Hildick, né le 29 décembre 1925 à Bradford, dans le Yorkshire de l'Ouest, et mort à Plymouth le 12 février 2001, est un écrivain britannique, auteur prolifique de nombreux romans de littérature d'enfance et de jeunesse, qui publie sous le nom de E. W. Hildick.

## Biographie
À la fin des années 1940, il sert deux ans dans la Royal Air Force avant de devenir enseignant dans un établissement du secondaire de Dewsbury, puis de se tourner vers le métier d'écrivain.
Il émigre aux États-Unis pour devenir éditeur d'un magazine littéraire. Il écrit et publie alors plusieurs séries pour la jeunesse, notamment The Ghost Squad, Jim Starling, Birdy Jones et ses musiciens (Birdy Jones en vo), Dick Dickson (Jack McGurk en vo) et Lemon Kelly.
Il est l'un des rares auteurs britanniques, avec Enid Blyton, à être connu aux États-Unis et dans certains pays d'Europe Occidentale.
Il est mort à Plymouth en 2001.

## Publications en France

### SérieLes Pisteurs
Cette série est parue dans la Bibliothèque rose avec des illustrations de Daniel Billon.
- Le Club des pisteurs, 1969, Bibliothèque rose no 329.
- Les Pisteurs et l’homme sans voix, 1970, Bibliothèque rose no 335.
- Les Pisteurs et le train fou, 1970, Bibliothèque rose no 342.

### SérieDick Dickson

#### Caractéristiques
Cette série est parue dans la Bibliothèque rose, avec des illustrations de Daniel Billon. Il s'agit des ouvrages de la série (en) Jack McGurk.
Les héros de la série sont quatre enfants : Dick Dickson (le chef de la bande, âgé de 10 ans, il est surnommé « D. D. »), Joe Rockaway (le narrateur), William Sandowsky (« Willy »), Wanda Grieg (la jeune fille du groupe).

#### Dick Dickson et le Nain du cirque
- Année de parution : 1975 (parution en France : 1978).
- Titre original : The Menaced Midget.
- Traduction : Paul Fournel.
- 122 pages, 14 chapitres.
- Résumé :
  - Mise en place de l'intrigue (chapitres 1 à 4) : Dick Dickson et ses trois amis reçoivent la visite de Fred « le Bref », un nain qui travaille dans un cirque (d'où le titre du roman). Leur nouveau client formule une étrange requête : être protégé de 14 h à 18 h par les enfants, car il a une dette auprès de l'hercule et du dompteur. Il faut donc le cacher, car à 18 h, un voisin, M. Jones, à qui Fred « le Bref » avait sauvé la vie 20 ans auparavant, pourra régler la dette à sa place. Mais si ses collègues de travail le retrouvent avant, ils pourraient lui arracher ses dents en or pour se rembourser leur créance. Dick Dickson accepte cette nouvelle fonction de « garde du corps ».
  - Développements (chapitres 8 à 12) : Soudain on frappe à la porte : il s'agit des deux hommes qui recherchent Fred. Ils ont retrouvé dans le jardin des Dickson des bagues de cigares que le nain avait jetées à terre. Ils sentent d'ailleurs l'odeur du tabac de cigare provenant de l'intérieur de la pièce où se trouvent les enfants et le nain… Dick parvient à les éconduire en expliquant que c'est son père qui fume des cigares. Les deux hommes partent. Par la suite, survient la mère de Dick. À plusieurs reprises, elle est près de découvrir la présence du nain. Puis elle demande aux enfants de quitter la maison (chapitres 5 à 7). Les quatre enfants déguisent Fred avec des habits d'enfants, puis se rendent chez la mère de Wanda. Là, ils jouent au foot pendant environ deux heures. Mais Mme Grieg demande à sa fille d'aller au supermarché faire les courses. Les jeunes gens et Fred se rendent donc au supermarché, où se trouvent l'hercule et le dompteur, postés près du PMU. Ils font des courses. Néanmoins Fred se fait remarquer car il achète du gin. Ses deux poursuivants le remarquent. Tandis que les enfants et Fred prennent la fuite, les deux compères les poursuivent. les fuyards parviennent à les semer.
  - Dénouement (chapitres 13 et 14) : Les enfants cachent Fred au sommet d'un arbre situé sur la propriété des Dickson. À 18 h, M. Jones arrive et paye à l'hercule et au dompteur la dette de Fred. Les enfants sont rémunérés pour leur « prestation de gardes du corps ».

### SérieBirdy
- Un festival pour Birdy
- Quinze rappels pour Birdy !
- Birdy part en tournée
- Birdy triomphe à Amsterdam